# Ngọc Thuận
Ngọc Thuận là một xã thuộc huyện Giồng Riềng, tỉnh Kiên Giang, Việt Nam.

## Địa lý
xã Ngọc Thuận có vị trí địa lý:
- Phía đông giáp xã Hòa Lợi
- Phía tây giáp xã Ngọc Thành
- Phía nam giáp xã Hòa An
- Phía bắc giáp xã Thạnh Lộc.

Xã Ngọc Thuận có diện tích 36,98 km², dân số năm 2020 là 9.268 người, mật độ dân số đạt 251 người/km².

## Hành chính
Xã Ngọc Thuận được chia thành 5 ấp: Đường Lác, Ngọc Vinh, Vinh Bắc, Vinh Đông, Vinh Thuận.

## Lịch sử
Ngày 14 tháng 11 năm 2001, Chính phủ ban hành Nghị định số 84/2001/NĐ-CP về việc thành lập xã Ngọc Thuận trên cơ sở 3.739 ha diện tích tự nhiên và 8.540 nhân khẩu của xã Ngọc Chúc.